# 長春科技學院
长春科技学院是中華人民共和國吉林省長春市一所民办普通本科学校和应用型大学。始建于1986年，时名吉林省蓝盾职业专修学院。2000年，成为独立学院，時名吉林农业大学发展学院。2013年4月18日，经教育部批准，转设为民办普通本科学校，并更名為长春科技学院。

## 院系设置
截至2025年6月，长春科技学院下设14个院（部），并设置48个本科专业，37个专科专业。